# Lecania chalcophila
Lecania chalcophila är en lavart som beskrevs av B. D. Ryan & van den Boom. Lecania chalcophila ingår i släktet Lecania och familjen Ramalinaceae.   Inga underarter finns listade i Catalogue of Life.